# Bücker Bü 181
Bücker Bü 181 Bestmann byl německý dvoumístný jednomotorový dolnoplošný cvičný letoun z období druhé světové války.

## Vývoj
Letoun Bü 181 byl pokračováním řady započaté dvojplošníkem Bücker Bü 131. První prototyp (imatrikulace D-ERBV) tentokráte jednoplošného stroje byl zalétán v únoru 1939. Křídlo letounu a ocasní plochy měly dřevěnou konstrukci potaženou překližkou a plátnem. Letoun měl pevný podvozek s ostruhovým kolem. Sériově se Bü 181 A začal vyrábět koncem roku 1939.
Verze Bü 181 B obdržela zvětšenou SOP, pozměněnou kapotáž motoru a upravené zasklení kabiny.
Celkem bylo do května 1945 vyrobeno 5900 kusů v mateřské továrně v Rangsdorfu u Berlína a dalších 708 kusů ve firmě Fokker v Amsterdamu, včetně částečně modifikovaných Bü 181 D. Od roku 1942 pak běžela produkce tohoto letounu i u Zlínské letecké a.s. v Otrokovicích.

## Nasazení

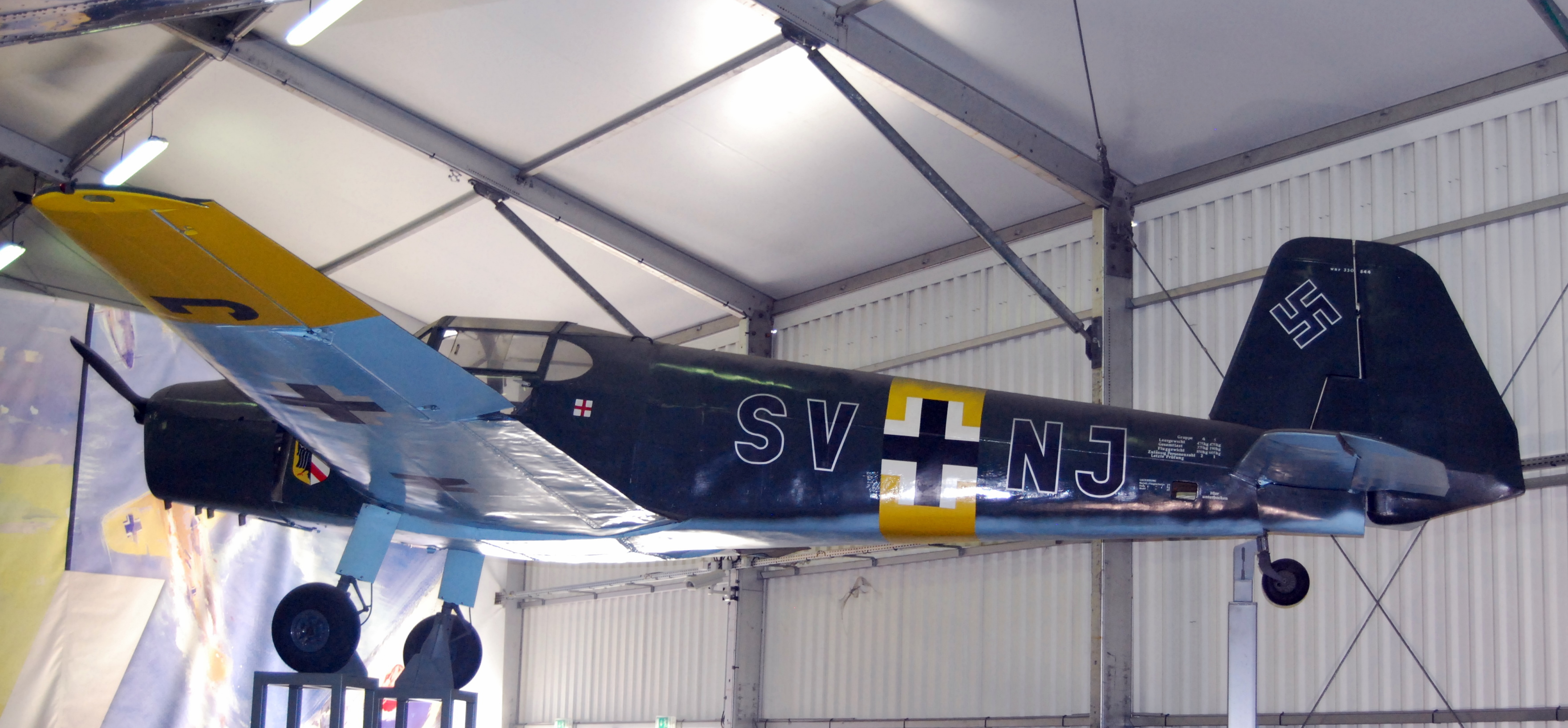
Bücker Bü 181 Bestmann (SV+NJ), Musée de l'Air et de l'Espace, Le Bourget, Paříž

Bestmanny sloužily v Luftwaffe od podzimu 1939 převážně v pilotních školách, např. v FFS A/B 23 v Kaufbeurenu, FFS A/B 112 v Langenlebenu, FFS A/B 32 v Pardubicích a FFS A/B 115 ve Welsu. Jako spojovací a dopravní je používaly také štáby mnoha operačních jednotek Luftwaffe.
Na jaře 1945 byly zkoušeny tyto letouny v boji proti tankům. Několik strojů bylo upraveno na to, aby mohly nést čtyři kusy pancéřových pěstí Panzerfaust 100 umístěných po jedné na pylonech na horní a spodní straně křídla. Takto vybavená 3. Panzerjagdstaffel operovala velmi krátce (od konce dubna do 4. května) proti americkým tankovým jednotkám.

## Výroba ve Švédsku

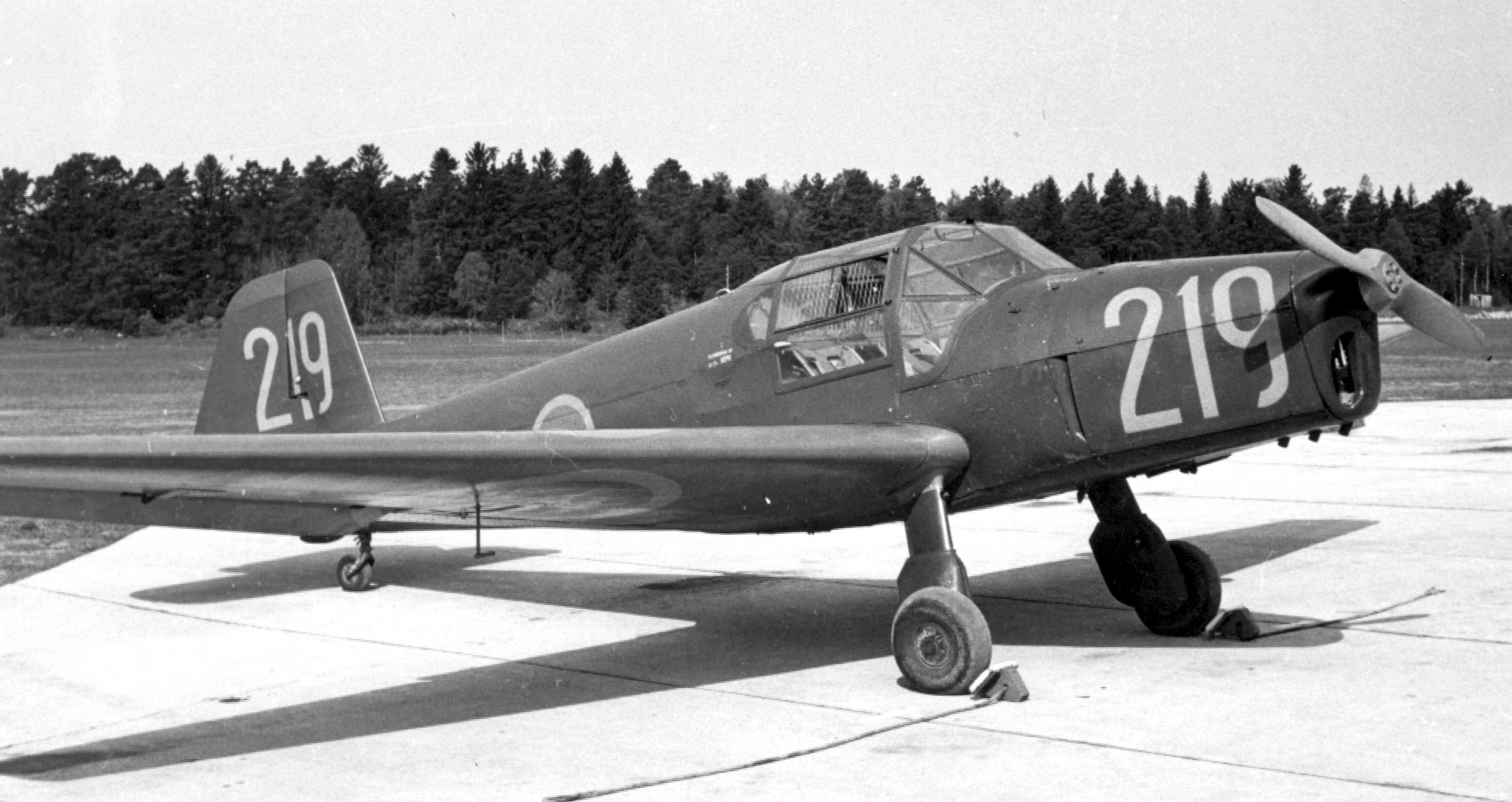
SK-25

V letech 1944-46 se letouny Bücker Bü 181 vyráběly ve Švédsku, kde firma AB Hagglund vyprodukovala pro Flygvapnet 125 kusů pod označením Sk 25.

## Výroba v Československu

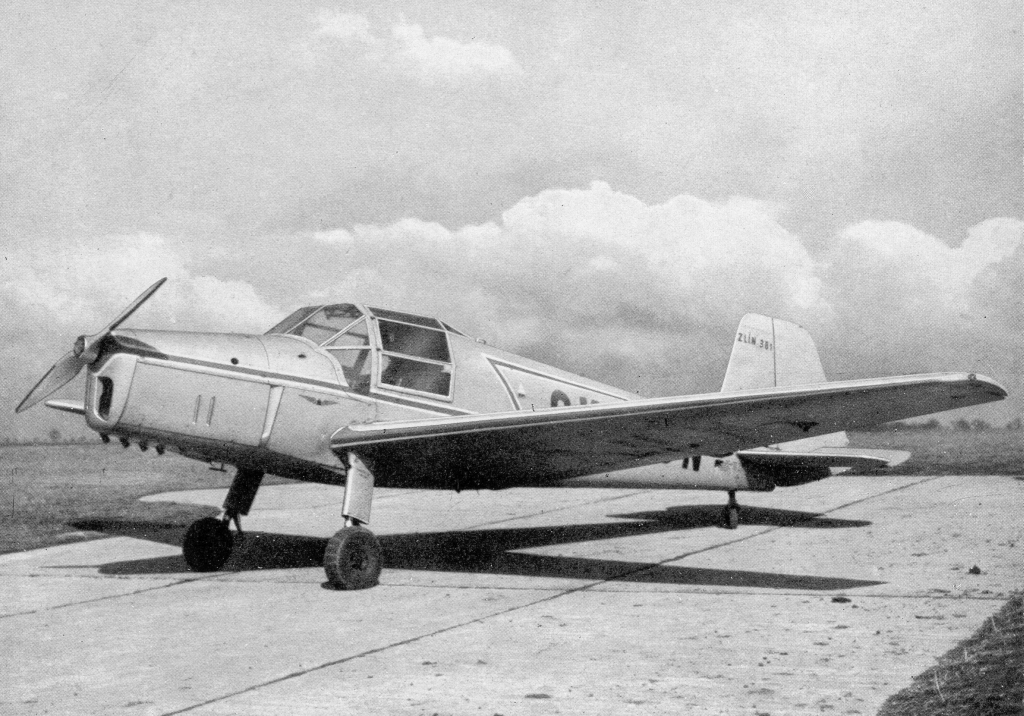
Zlín Z-381/C-106 (1946)

Po ukončení druhé světové války se letouny začaly vyrábět i v Československu ve firmě Moravan Otrokovice (tehdy Zlínské letecké závody). Bylo zde vyrobeno 465 letounů, z toho v roce 1946 72 kusů typu Z-181/C-6 (Hirth 504), v letech 1947-1948 79 kusů typu Z-281/C-206 (77 kW čtyřválcový invertní motor Toma 4) a v letech 1948-1949 314 kusů typu Z-381/C-106 (77 kW čtyřválcový řadový motor Walter Minor 4-III) pro vojenské i civilní uživatele. Stroje označené jako C-6/C-106/C-206 byly určeny pro vojenské letectvo Československé armády. Patřily do výzbroje leteckých učilišť, kde byly využívány pro základní i pokračovací výcvik, k nácviku navigace a k nácviku nočního létání. Stroje byly i exportně úspěšné, celkem 154 strojů bylo dodáváno do Belgie, Rumunska (59 strojů), Maďarska, Jugoslávie a do Egypta. Dodávka letounu Z-381 v lednu 1948 do Jugoslávie byla prvním československým exportem po druhé světové válce. V československých aeroklubech byly používány jako vlečné stroje, jakož i pro základní a pokračovací výcvik.

## Výroba v Egyptě
V 50. letech byla licence letounu Zlín Z-381 prodána do Egypta. Firma Egyptian Heliopolis Aircraft Works tyto stroje pod názvem Gomhouria (الجمهورية arabsky „Republika“) produkovala pro potřeby egyptského letectva i dalších arabských zemí do roku 1954. Stroje s pohonnými jednotkami Walter Minor 4-III nesly označení Gomhouria, letouny s instalovaným motorem Continental C-145 pak Gomhouria 2

## Specifikace

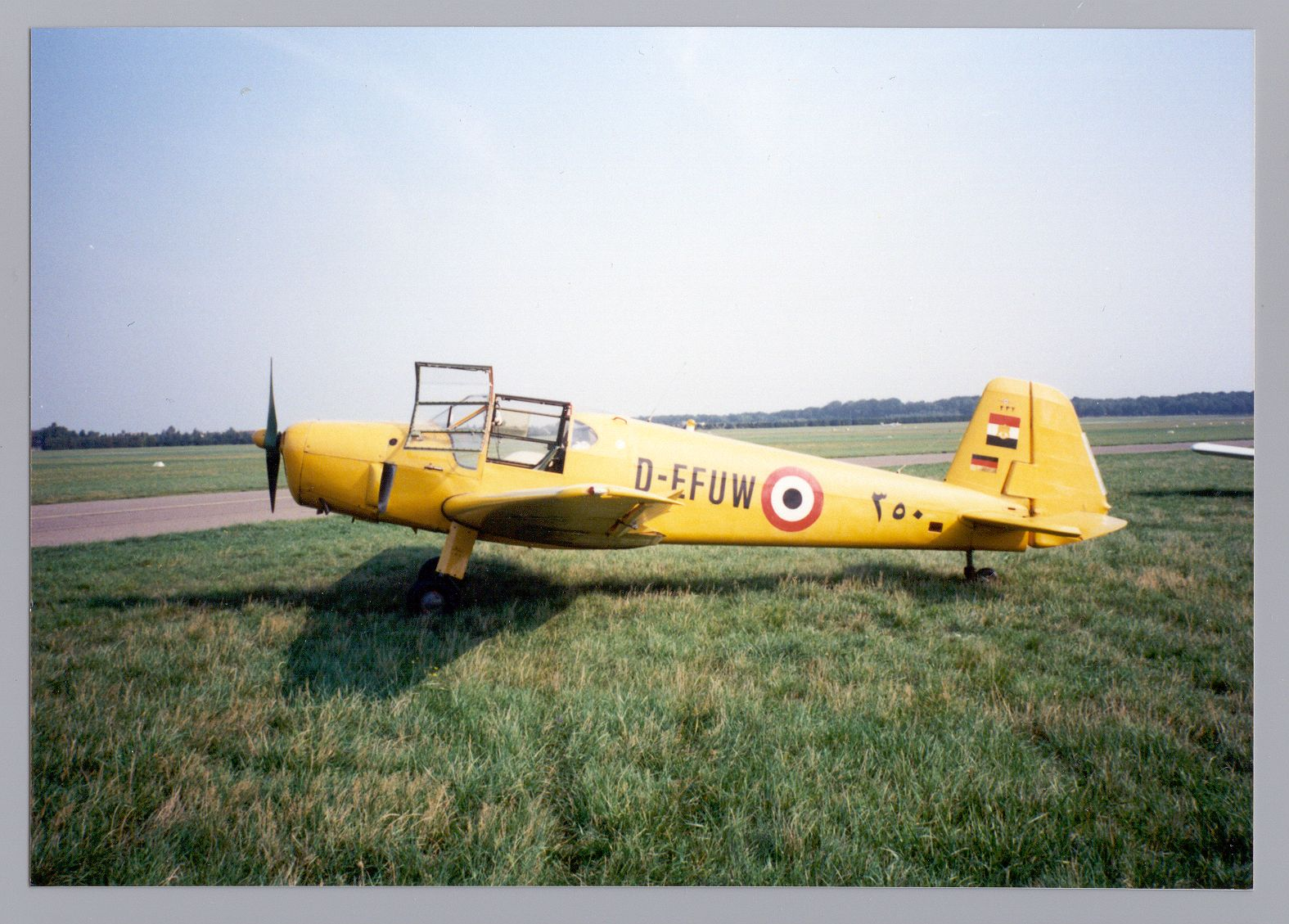
Gomhouria

Údaje dle

### Technické údaje
- Osádka:
- Rozpětí: 10,60 m
- Délka: 7,85 m
- Výška: 2,06 m
- Nosná plocha: 13,50 m²
- Hmotnost prázdného letounu: 475 kg
- Vzletová hmotnost: 765 kg
- Pohonná jednotka: 1× vzduchem chlazený invertní čtyřválcový řadový motor Hirth HM-504A
- Výkon: 77 kW (105 k)

### Výkony
- Maximální rychlost: 210 km/h
- Cestovní rychlost: 200 km/h
- Výstup do 1000 m: 5,3 min
- Dostup: 5000 m
- Dolet: 850 km